# Серро-Ларго (департамент)
Серро-Ларго (ісп. Cerro Largo) — департамент Уругваю, розташований на північному сході країни. На заході межує з департаментом Дурасно, на півночі з Риверою і Такуарембо, на півдні з департаментом Трейнта-і-Трес, а на сході з Бразилією.
Площа департаменту становить 13648 км². За цим показником Серро-Ларго є четвертим за площею департаментом Уругваю. Станом на 2004 рік населення департаменту становило 89564 осіб. Столиця департаменту — Мело.

## Географія
Територія департаменту є досить великою та багатою на природні ресурси. Більшість території складає степ, але іноді можна зустріти й лісові масиви. Основні дерева: лаконос, сосна, евкаліпт, банан, кедр і верба.

### Клімат
Помірний та вологий з середньою річною температурою 17-18 °C, щорічна кількість опадів становить 1100–1200 мм. Таким чином, Серро-Ларго є найвразливішим для дощів і повеней регіоном країни.

## Економіка
Тваринництво (розведення великої рогатої худоби, вівчарство) є головною галуззю економіки департаменту. Рибальство, видобування глини, лісове господарство теж є важливими складниками економіки департаменту.
На території департаменту вирощують рис, кукурудзу, пшеницю, сою, фрукти та виноград.
Що стосується індустрії, на території департаменту найпоширенішою є харчова промисловість, а саме м'ясопереробна промисловість, продукція напоїв, молочна промисловість

## Головні населені пункти
Найважливішими містами департаменту є столиця Мело, портове місто Ріо-Бранко та аграрне селище Фрайле-Муерто. Нижче подано населені пункти з кількістю населення понад 1000 осіб (за даними перепису населення 2004 року):

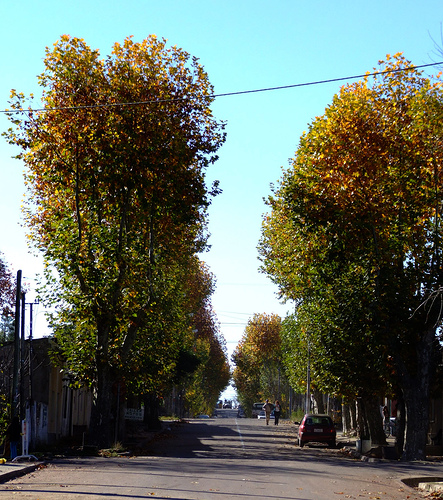
В'їзд до Мело

| Місто/Село     | Населення   |
| -------------- | ----------- |
| Асегуа         | 1432 (1996) |
| Фрайле-Муерто  | 3223        |
| Ісидоро-Нобліа | 1964 (1996) |
| Мело           | 47189       |
| Рамон-Тріго    | 1964 (1996) |
| Ріо-Бранко     | 13306       |